# Alexandre Henri Gabriel de Cassini
Alexandre Henri Gabriel (Alexandre de Cassini) vizconde de Cassini (París, 9 de mayo de 1781 - 16 de abril de 1832) fue un magistrado y botánico francés.

## Biografía
Era el menor de cinco hijos del astrónomo Jean-Dominique Cassini (Cassini IV). A veces firmaba "Cassini V" para marcar su lugar en la dinastía de los Cassini.
Se especializa en la familia botánica Asteraceae.
Escribe sus memorias reunidas en Opuscules phytologiques, que le fueron admitidas en la Academia de las Ciencias Francesa en 1827.
Falleció por cólera.

## Obra
Nombró muchas fanerógamas, y nuevos géneros en la familia de las Asteráceas, muchas de Norteamérica. Publica 65 papeles y 11 revisiones en el [Nuevo] Boletín de Ciencias de la Sociedad Filomática de Paris de 1812 a 1821.
En 1825, A. Cassini coloca la taxa norteamericana de Prenanthes en su nuevo género Nabalus, hoy considerado un subgénero de Prenanthes (familia Asteraceae, tribus Lactuceae).
En 1828 nombra a Dugaldia hoopesii por el naturalista escocés Dugald Stewart (1753-1828).
- Aperçu des genres ou sous-genres nouveaux … des Synantherées, 1816–1818

### Algunos géneros (originalmente) nombrados por él
- Brachyscome (1816)
- Carphephorus
- Dracopis Cass.
- Emilia Cass.
- Eurybia (Cass.) Gray
- Euthamia (Nuttall) Cass. 1825
- Facelis Cass.
- Guizotia Cass. (semilla del Niger)
- Helianthus pauciflorus Nutt. ssp. pauciflorus, o reportada como Helianthus laetiflorus var. rigidus y H. rigidus (Cass.) Desf.
- Heterotheca Cass.
- Ixeris (Cass.) Cass.
- Ligularia Cass.
- Pallenis Cass.
- Pluchea Cass.
- Sclerolepis Cass.
- Youngia Cass.
- Taraxacum Cass.

## Honores

### Eponimia
Género botánico
- (Asteraceae) Cassinia R.Br.ter[1]